# 双心四角形

四角形及び四角形は双心四角形である。

双心四角形（そうしんしかっけい、英: Bicentric Quadrilateral, chord-tangent, quadrilateralinscribed and circumscribed quadrilateral）とは外接円と内接円の両方をもつ四角形のことである。双心多角形の一種。
ポンスレの閉形定理より、ある二円についての双心四角形が一つ見つかれば、そのような四角形は無数に存在する。

## 特別な場合

直角凧形

双心四角形の一つに正方形、直角凧形、円に外接する等脚台形などがある。

## 作図

双心四角形の作図。アニメーションは、[https://commons.wikimedia.org/wiki/File:01-Bicentric_quadrilateral.gif こちらを参照

双心四角形の単純な作図には次のようなものがある。
内接円とする円を描いて、2つの垂直な弦を作り、この弦の端点から内接円の接線を引くと、これら接線は双心四角形を成す。これは円に外接する四角形の接触四角形が直交対角線四角形となるためである。

## 面積の公式
4辺が a, b, c, d である双心四角形ABCDの面積は次の公式で表される。
{\displaystyle S={\sqrt {abcd}}}
より一般に、内接円を持つ四角形 ABCD の面積は、{\displaystyle t={\frac {A+C}{2}}} とおくと次で与えられる。
{\displaystyle S={\sqrt {abcd}}\sin t}
双心四角形に対する公式は、t = 90° という特殊な場合である。

### 証明
双心四角形ABCD において、外接円を持つことからブラーマグプタの公式が使えて、次の式が成り立つ。
{\displaystyle S={\sqrt {(s-a)(s-b)(s-c)(s-d)}}}
ただし {\displaystyle s={\frac {a+b+c+d}{2}}}（半周長）
内接円を持つ四角形の対辺の和は等しいので
a + c = b + d = s
したがって
s − a = c
s − c = a
s − b = d
s − d = b
ゆえに
{\displaystyle S={\sqrt {abcd}}}
（証終）
外接円を持つとは限らない一般の場合の公式は、ブレートシュナイダーの公式を用いて同様に示せる。

### その他の面積公式
またA,B,C,Dに対する接線長をe,f,g,h、内心をI、対角線の成す角をθなどとすれば次のように書ける。
{\displaystyle K={\sqrt[{4}]{efgh}}(e+f+g+h).}
{\displaystyle K={\overline {AI}}\cdot {\overline {CI}}+{\overline {BI}}\cdot {\overline {DI}}.}
{\displaystyle K=r(r+{\sqrt {4R^{2}+r^{2}}})\sin \theta }
ただし、r,Rはそれぞれ内半径と外半径。

### 不等式
面積の関係する不等式には以下の様なものがある。
{\displaystyle \displaystyle 4r^{2}\leq K\leq 2R^{2}.}　等号成立は正方形。
{\displaystyle K\leq {\tfrac {4}{3}}r{\sqrt {4R^{2}+r^{2}}}}　等号成立は正方形
{\displaystyle 2{\sqrt {K}}\leq s\leq r+{\sqrt {r^{2}+4R^{2}}};}　等号成立条件は凧形。

## 角の公式
角の三角関数について、以下の式が成り立つ。記号は前項と同。
{\displaystyle {\begin{aligned}\tan {\frac {A}{2}}&={\sqrt {\frac {bc}{ad}}}=\cot {\frac {C}{2}},\\\tan {\frac {B}{2}}&={\sqrt {\frac {cd}{ab}}}=\cot {\frac {D}{2}}.\end{aligned}}}
{\displaystyle {\begin{aligned}\sin {\frac {A}{2}}&={\sqrt {\frac {bc}{ad+bc}}}=\cos {\frac {C}{2}},\\\cos {\frac {A}{2}}&={\sqrt {\frac {ad}{ad+bc}}}=\sin {\frac {C}{2}},\\\sin {\frac {B}{2}}&={\sqrt {\frac {cd}{ab+cd}}}=\cos {\frac {D}{2}},\\\cos {\frac {B}{2}}&={\sqrt {\frac {ab}{ab+cd}}}=\sin {\frac {D}{2}}.\end{aligned}}}
{\displaystyle \displaystyle \tan {\frac {\theta }{2}}={\sqrt {\frac {bd}{ac}}}.}

## 外接円と内接円の関係

ファスの定理（Fuss's theorem）

### ファスの定理
外接円の半径を R、内接円の半径を r、外接円の中心と内接円の中心の距離を d としたとき、
{\displaystyle {\frac {1}{(R-d)^{2}}}+{\frac {1}{(R+d)^{2}}}={\frac {1}{r^{2}}},}
または
{\displaystyle 2r^{2}(R^{2}+d^{2})=(R^{2}-d^{2})^{2}}
が成り立つ。定理名はニコラス・ファスに由来する（Fussはフースとも）。
とくにdについて整理すれば
{\displaystyle d={\sqrt {R^{2}+r^{2}-r{\sqrt {4R^{2}+r^{2}}}}}.}
を得る。これはオイラーの定理の四角形における形式である。また、この式を満たすd,r,Rが存在すれば四角形についてポンスレの閉形定理が成立する。

### Carlitzの恒等式
Leonard Carlitz (Leonard Carlitz) によれば、次の式が成り立つ。
{\displaystyle \displaystyle d^{2}=R^{2}-2Rr\cdot \mu }
ただし
{\displaystyle \displaystyle \mu ={\sqrt {\frac {(ab+cd)(ad+bc)}{(a+c)^{2}(ac+bd)}}}={\sqrt {\frac {(ab+cd)(ad+bc)}{(b+d)^{2}(ac+bd)}}}}

### 接線長と辺の長さに関する不等式
A,B,C,Dの接線長をe,f,g,hとすると以下の不等式が成立する。
{\displaystyle 4r\leq e+f+g+h\leq 4r\cdot {\frac {R^{2}+x^{2}}{R^{2}-x^{2}}}}
{\displaystyle 4r^{2}\leq e^{2}+f^{2}+g^{2}+h^{2}\leq 4(R^{2}+x^{2}-r^{2})}
同様に辺a,b,c,dでも以下の不等式が成立する。
{\displaystyle 8r\leq a+b+c+d\leq 8r\cdot {\frac {R^{2}+x^{2}}{R^{2}-x^{2}}}}
{\displaystyle 4(R^{2}-x^{2}+2r^{2})\leq a^{2}+b^{2}+c^{2}+d^{2}\leq 4(3R^{2}-2r^{2}).}

## 内心の性質
双心四角形の内心、外心、対角線の交点は共線である。
内接円の半径と、内心と各頂点の距離について{\displaystyle {\frac {1}{{\overline {AI}}^{2}}}+{\frac {1}{{\overline {CI}}^{2}}}={\frac {1}{{\overline {BI}}^{2}}}+{\frac {1}{{\overline {DI}}^{2}}}={\frac {1}{r^{2}}}}が成り立つ。
また、対角線の交点をPと置けば、
{\displaystyle {\frac {\overline {AP}}{\overline {CP}}}={\frac {{\overline {AI}}^{2}}{{\overline {CI}}^{2}}}.}
である。

## 分割された4つの三角形の内心
双心三角形ABCDの外心Oで分割された4つの三角形△OAB, △OBC, △OCD, △ODAの内心は共円である。